# The Gaylords
The Gaylords, eigenlijk The Gay Lords, was een Amerikaans zangtrio, dat werd opgericht in Detroit in 1949.

## Bezetting
- Ronald L. Fredianelli[2] (alias Ronnie Gaylord, Detroit, 12 juni 1930 - 25 januari 2004)
- Bonaldo Bonaldi[3] (alias Burt Holiday, † Carson City, 10 mei 2017)
- Don Rea[4] (Detroit, 9 december 1928 - Reno, 30 juni 2017)

## Geschiedenis
Tijdens de jaren 1950 had de groep een aantal Italiaans getinte hits in de hitlijst, vaak bestaande uit een songgedeelte in het Italiaans en deels in het Engels. Hun meest succesvolle publicatie was Tell Me You're Mine (3e plaats, VS-hitlijst), waarvan in 1958 meer dan een miljoen exemplaren werden verkocht. De song werd geschreven in 1939 en oorspronkelijk getiteld als Per un bacio d'amor.
Als Gaylord & Holiday gingen de twee overgebleven leden van de groep verder met optreden tot 2003. Na het overlijden van Ronnie Gaylord trad Burt Holiday op met de oudste zoon van Gaylord, Ron Gaylord jr. tot aan zijn dood in 2017. Gaylords andere zoon was de rockgitarist Tony Fredianelli.

## Discografie

### Singles
- 1952: Tell Me You're Mine
- 1953: Mama-Papa Polka
- 1953: Ramona
- 1953: Spinning a Web
- 1953: The Strings of My Heart
- 1954: Cuddle Me (Ronnie Gaylord, solo)
- 1954: From the Vine Came the Grape
- 1954: I'm No Gonna Say (Ronnie Gaylord, solo)
- 1954: Isle of Capri
- 1954: Love I You (You I Love)
- 1954: Mecque, Mecque
- 1954: Pupalina
- 1954: The Little Shoemaker
- 1954: Veni-Vidi-Vici
- 1954: Wow! (Ronnie Gaylord, solo)
- 1955: Chee Chee-oo-Chee
- 1955: Chow Mein
- 1955: My Babe
- 1955: No Arms Can Ever Hold You
- 1958: Buona Sera
- 1958: Flamingo L'Amore
- 1959: Ma ma ma Marie
- 1976: Eh! Cumpari (Gaylord & Holiday)